# Burbach (Francia)
Burbach è un comune francese di 323 abitanti situato nel dipartimento del Basso Reno nella regione del Grand Est.

## Società

### Evoluzione demografica
Abitanti censiti